# Сокольников, Прокопий Нестерович
Проко́пий Не́стерович Соко́льников (1 июля 1865, 3-й Жохсогонский наслег Ботурусского улуса (ныне село Черкёх, Таттинский улус, Республика Саха (Якутия)), — 10 декабря 1917) — первый врач из народа саха, общественный деятель, просветитель.

## Биография
Прокопий Нестерович Сокольников родился в 1865 году в Ботурусском (ныне Таттинском) улусе в семье крестьян. Окончив школу в Чурапче, он продолжает учёбу в Якутской прогимназии и духовной семинарии. В 26 лет Прокопий кончает губернскую гимназию в Томске и поступает на медицинский факультет Томского университета.
В 1896 году в Нижнем Новгороде открывается Всероссийская промышленно-художественная выставка, уполномоченным от Якутской области на которой работает его друг по прогимназии Василий Васильевич Никифоров. Туда же приезжают братья Петр и Михаил Афанасьевы — также бывшие одноклассники Прокопия. На выставке Сибирским отделом тогда заведовал всемирно известный ученый, географ, путешественник П. П. Семенов-Тянь-Шаньский. Друзья добиваются через него приглашения Сокольникова из Томска в Нижний Новгород в качестве экскурсовода. Молодые якуты понравились Петру Петровичу и он ходатайствует перед Министерством просвещения о переводе Сокольникова из Томского университета в Московский. Так Прокопий становится студентом знаменитого учебного заведения. Там ему посчастливилось слушать лекции и посещать занятия, проводимые крупнейшими профессорами того времени. Его учителями были: И. М. Сеченов — знаменитый физиолог, Н. Ф. Филатов — основоположник педиатрии в России, Н. В. Склифосовский и др.
Коллежский советник, врач Прокопий Нестерович Сокольников общался со многими политссыльными, с восторгом встретил Февральскую революцию 1917 года. До конца жизни Сокольников оставался активным приверженцем идеи образования, культуры, духовного совершенствования родного народа. Умер 10 декабря 1917 года в возрасте 52 лет от неизлечимой болезни.

## Дружба с Л. Н. Толстым
Осенью 1898 года Сокольников успешно сдает государственные экзамены и получает диплом врача. 16 декабря 1898 года якутский губернатор Скрипицын издаёт приказ № 14: «…лекарь Прокопий Сокольников назначается врачом в четвёртый участок Якутского округа». Собравшись было возвращаться на родину, к нему обращается один из политссыльных, некогда отбывавший ссылку в Якутии, который знакомит Прокопия Нестеровича с гениальным русским писателем Львом Николаевичем Толстым.
Личная встреча Сокольникова с автором «Войны и мира» состоялась в Москве, в квартире писателя в Хамовническом переулке. Лев Николаевич, как гуманист, был озабочен судьбой духоборов, которые были сосланы царским правительством за отказ от несения военной службы сначала на Кавказ, затем в Якутскую область. Толстой принял Сокольникова в своем доме в Москве и обратился к нему с просьбой сопроводить жен и детей духоборов в их нелегком пути. Ведь Сокольников, будучи уроженцом Якутии и врачом, мог быть весьма полезен им в дальней дороге. Молодой доктор с радостью согласился.
Прокопий Нестерович блестяще выполнил поручение великого писателя. Он оказывал женам и детям духоборов медицинскую помощь, собирал пожертвования от населения. Он был в дороге два с лишним месяца, организуя все для сопровождаемых им жен и детей духоборов, перенося с ними все невзгоды и тяготы трудного пути, пока те не добрались до Усть-Майского улуса.
В 1899 году в семи номерах иркутской газеты «Восточное обозрение» были опубликованы путевые заметки Сокольникова «Жены и дети духоборов». Редактором этого издания был бывший политссыльный Иван Иванович Попов, который был знаком с Прокопием Нестеровичем по Нижегородской выставке. О подвиге и гуманизме Сокольникова в то время писали журналы «Мир божий», «Русское богатство», «Голос минувшего», «Свободная мысль»…
Сокольников переписывался с Толстым с марта 1899 года до февраля 1901 года. Сохранились восемь писем Сокольникова великому писателю. Лев Николаевич Толстой в своих ответных посланиях обычно подписывался «Любящий Вас Лев Толстой».
В 1902 году Сокольников приехал к Толстому в Ясную Поляну. На прощание писатель в знак благодарности подарил ему свою фотографию с собственноручной надписью: «Дорогому Прокопию Нестеровичу Сокольникову на добрую память от Льва Толстого».

## Врачебная деятельность
По возвращении с учёбы на родину 16 декабря 1898 года Прокопий Нестерович был назначен лекарем в Чурапчу, где он полностью отдается работе. Один врачебный участок обслуживал огромную территорию: 143857-947085 кв. верст. Периодически повторяющиеся эпидемии оспы, брюшного тифа, малярии, кори уносили в могилу массу людей. Сокольников вынужден был лечить людей не только в больнице, но и выезжать по вызову верхом на лошади. Как участковый врач он выполнял обязанности специалиста широкого профиля: ему приходилось лечить глазные и внутренние болезни, принимать роды, делать хирургические операции, заниматься судебно-медицинской экспертизой.
Указом императора за медицинские труды Сокольников был награждён 1 января 1903 года орденом Святого Станислава 3-й степени, 6 декабря 1907 года — орденом Святой Анны 3-й степени.

## Общественная деятельность
Ещё будучи студентом, Сокольников проявлял большой интерес к общественной жизни. Прокопий Нестерович в ходе своей деятельности перевел множество терминов по медицине и анатомии на родной якутский язык. Впоследствии Э. К. Пекарский использовал собранные Сокольниковым термины при работе над «Словарем якутского языка».
Как активный общественник и деятель сельского здравоохранения, Прокопий Нестерович принимал участие в работе якутских съездов. На съезде в 1912 году он был избран в состав депутации в Петербург, где им был поставлен перед министерствами и ведомствами ряд важных социально-политических вопросов. В 1913 году Сокольников возглавил якутскую делегацию на юбилейных торжествах в честь 300-летия дома Романовых. В состав делегации также входили мегинский голова Д. И. Слепцов и известный общественный деятель В. В. Никифоров-Кюлюмнюр.

## Память
27 ноября 2015 года в Якутске на территории перед зданием ГБУ РС(Я) «Якутская городская больница № 3» был установлен бюст первому врачу из якутского народа Прокопию Сокольникову.